# UD Sevillana
Unión Deportiva Sevillana, též používaný název La Sevillana, byl španělský fotbalový klub sídlící ve městě Tanger ve Španělském protektorátu v Maroku. Klub byl založen v roce 1938 španělskými přistěhovalci z andaluského města Sevilla. V roce 1956, kdy skončila španělská nadvláda nad severním územím Maroka, klub zaniká.
Největším úspěchem klubu je dvouletá účast ve třetí nejvyšší soutěži (v sezónách 1952/53 – 1953/54). Své domácí zápasy hrál klub na stadionu Estadio El Marchán s kapacitou 15 000 diváků.

## Umístění v jednotlivých sezonách
Legenda: Z - zápasy, V - výhry, R - remízy, P - porážky, VG - vstřelené góly, OG - obdržené góly, +/- - rozdíl skóre, B - body, červené podbarvení - sestup, zelené podbarvení - postup, světle fialové podbarvení - přesun do jiné soutěže
| Sezóny  | Liga                      | Úroveň | Z  | V  | R | P  | VG | OG | B   | +/- | Pozice |
| ------- | ------------------------- | ------ | -- | -- | - | -- | -- | -- | --- | --- | ------ |
| 1952/53 | Tercera División – sk. VI | 3      | 30 | 12 | 2 | 16 | 58 | 86 | -28 | 26  | 13.    |
| 1953/54 | Tercera División – sk. VI | 3      | 36 | 10 | 5 | 21 | 51 | 96 | -45 | 25  | 19.    |